# Estrutura de Dawson
A estrutura de Dawson ou estrutura de Wells-Dawson é um motivo estrutural bem conhecido para heteropoliácidos. A estrutura de Dawson pode ser vista como a fusão de duas estruturas de Keggin defeituosas, fragmentos com três octaedros faltantes. Como nas estruturas de Keggin, a estrutura de Dawson tem um oxiânion em seu núcleo. Ao contrário das estruturas de Keggin, existem dois desses ânions, um em cada lado do ânion elipsoidal. Um exemplo é [S
2W
18O
62]4–
, que também pode ser descrito como [(SO
4)
2(WO
3)
18]4–
.
Comumente, as estruturas de Dawson apresentam fosfato como os oxiânions centrais, mas também podem apresentar outros grupos como o sulfato e o ortossilicato. Quando o ânion Keggin [PW
12O
40]3–
 é deixado por muito tempo em solução aquosa com pH próximo da neutralidade, ele se converte reversivelmente em [P
2W
18O
62]6–
.

## Estrutura

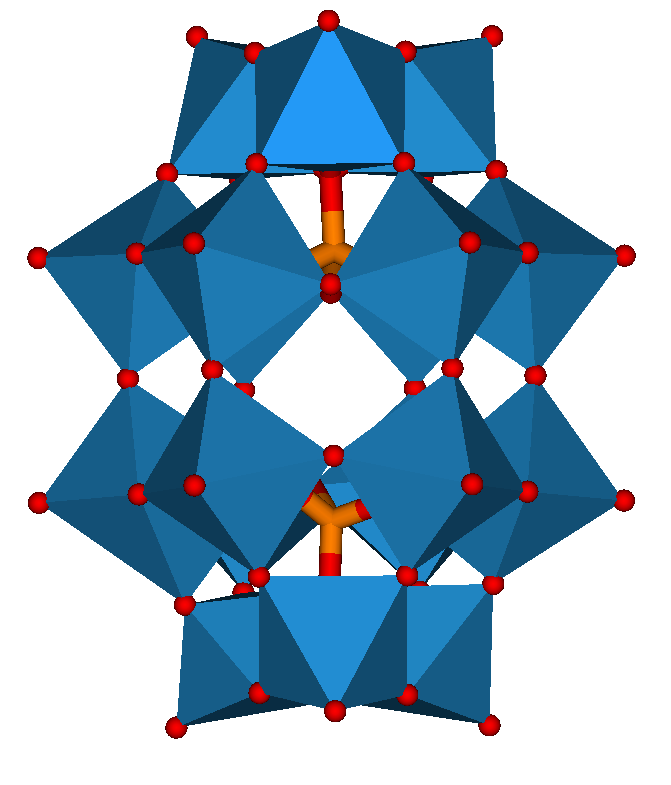
Estrutura de Dawson.

A estrutura de Dawson pode ser encarada como fruto da união entre duas porções da estrutura de Keggin, na qual um dos conjuntos de três octaedros adjacentes M
3O
12
 em cada uma é removido, e as duas estruturas lacunares HnXM
9O
28(OH)
6
 resultantes (em que M é o metal adendo e X é o heteroátomo) são unidas com perda de moléculas de água e formação de seis pontes M–O–M no ponto onde os grupos octaédricos foram removidos. A estrutura resultante possui uma forma “oval” alongada, ao contrário da estrutura Keggin que era aproximadamente “esférica”, e contém dois heteroátomos em seu centro ao invés de um. Em torno dos dois grupos do oxoânion XO
4
n- centrais (que não estão diretamente ligados entre si), são ligados dezoito grupos octaédricos MO
6
, que formam uma gaiola em torno dos oxoânions centrais. Cada heteroátomo se liga a quatro oxigênios; um oxigênio de cada um desses grupos, próximo às extremidades do cluster, também se liga a três átomos de adendo além do heteroátomo, enquanto os outros três oxigênios de cada grupo central se liga ao elemento X e a dois átomos do metal adendo. Há 36 átomos de oxigênio que atuam como pontes entre dois octaedros de adendo adjacentes, bem como 18 oxigênios terminais ligados a cada átomo do metal (formando um número variável de ligações M=O e M–OH). Os octaedros encontram-se um pouco distorcidos e há forte deslocalização da carga negativa do ânion resultante da desprotonação do ácido está deslocalizada ao longo da estrutura.